# Gilbert Génébrard
Gilbert Génébrard O.S.B. (in latino: Gilbertus Genebrardus) (Riom, 12 dicembre 1535 – Semur-en-Auxois, 16 febbraio 1597) è stato un vescovo, teologo ed ebraista francese.

## Biografia
Nella sua prima giovinezza entrò nel monastero cluniacense di Mauzac vicino a Riom, poi proseguì gli studi presso il monastero di Saint-Allyre a Clermont, e li completò al Collège de Navarre a Parigi, dove ottenne il dottorato in teologia nel 1562. L'anno successivo fu nominato professore di ebraico ed esegesi al Collège Royal e nello stesso tempo ricoprì l'incarico di priore a Saint-Denis de La Chartre a Parigi.
Divenne noto come uno dei professori più colti dell'università e attraverso le sue numerose ed erudite opere esegetiche divenne famoso in tutta Europa. Tra i suoi studenti al Collège Royal ci fu San Francesco di Sales, che considerò sempre un onore aver avuto Génebrard come professore.
Verso il 1578 andò a Roma dove fu accolto con onore da Sisto V ed entrò in stretta relazione con Allen, Baronio, Bosio famosi studiosi ecclesiastici. Al suo ritorno in Francia, nel 1588, divenne uno dei principali sostenitori della Lega Santa. Il 10 maggio 1591 fu nominato arcivescovo di Aix da Gregorio XIII, ma accettò questa dignità solo in seguito all'esplicito comando del Papa. 
Fu consacrato dall'arcivescovo Beaton di Glasgow il 10 aprile 1592. Come arcivescovo fu uno zelante sostenitore della Lega Santa, anche dopo che Enrico IV si riconciliò con la Chiesa nel luglio del 1593. Il nuovo re, tuttavia, divenne ogni giorno più popolare e si conquistò il consenso della maggior parte dei cattolici. Génébrard si accorse che un'ulteriore opposizione sarebbe stata inutile e, il 15 novembre 1593, fece atto di sottomissione al re. Ciò, tuttavia, non impedì al Parlamento provenzale di bandirlo il 26 settembre 1596. Per un breve periodo rimase ad Avignone, ma essendo stato autorizzato dal re a tornare, si ritirò nel convento di Semur, che tenne in commendam.

## Genealogia episcopale
La genealogia episcopale è:
- Cardinale Girolamo Grimaldi
- Arcivescovo Martinho de Portugal
- Arcivescovo Alfonso Oliva, O.E.S.A.
- Vescovo Girolamo Maccabei
- Vescovo Giovanni Giacomo Barba, O.E.S.A.
- Arcivescovo James Beaton
- Arcivescovo Gilbert Génébrard, O.S.B.

## Opere
Génébrard tradusse molti scritti rabbinici in latino, scrisse uno dei migliori commentari sui Salmi: "Psalmi Davidis, vulgata editione, calendario hebraeo, syro, graeco, latino, hymnis, argumentis et commentariis, etc. instructi" (Parigi, 1577); è l'autore di "De Sancta Trinitate" (Parigi, 1569); "Joel Propheta cum chaldæa paraphrasi et commentariis", ecc. (Parigi, 1563); "Chronographiae libri IV" (Parigi 1580) e numerose altre opere. Curò anche l'edizione critica delle opere di Origene (Parigi, 1574).

## Principali pubblicazioni

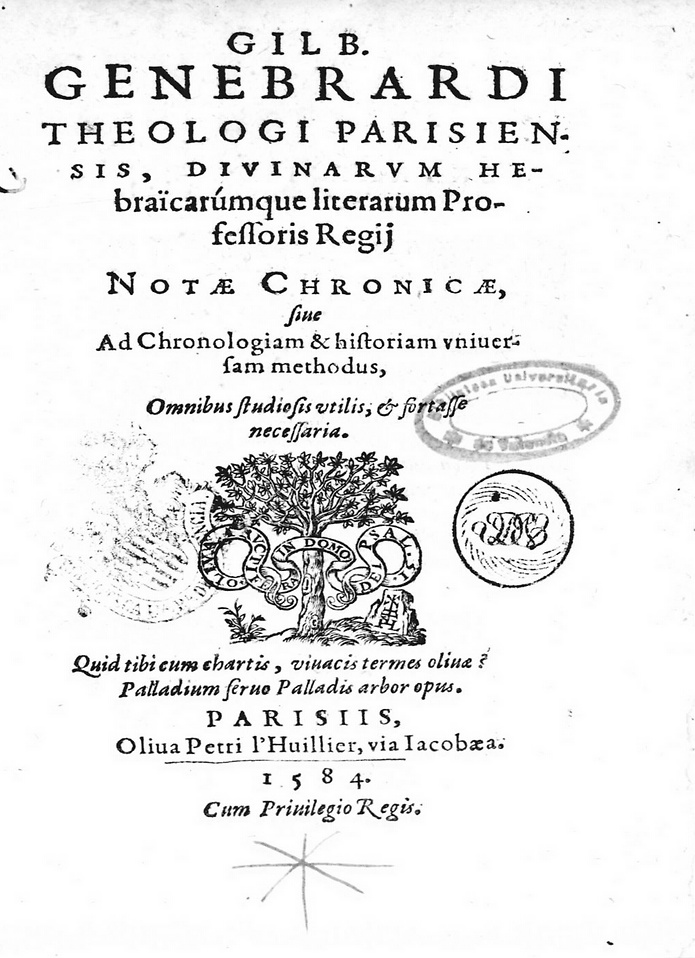
Copertina originale delle Notae Chronicae di Gilbert Génébrard (1584)

### Scritti teologici
- Chronologie sacrée;
- (LA) Gilbert Génébrard, Psalmi Davidis vulgata editione, calendario hebraeo, syro, graeco, latino, hymnis, argumentis, et commentariis, etc. instructi, Parigi, Huillier, 1587. URL consultato il 7 novembre 2019.
- (LA) Gilbert Génébrard, De Sancta Trinitate, Parigi, ex officina Petri Lollii, 1569. URL consultato il 7 novembre 2019.
- (LA) Gilbert Génébrard, Chronographiae libri IV, Lione, apud Ioannem Philehotte, 1599. URL consultato il 7 novembre 2019.

### Scritti polemici
- Traité pour soutenir les élections des évêques par le clergé et par le peuple contre la nomination du roi;
- De sacrarum electionum jure ad ecclesiæ romanæ integrationem (Paris, 1592), opera che gli costò l'esilio a Semur-en-Auxois.

### Traduzioni dall'ebraico
- (LA) Gilbert Génébrard, Εἰσαγωγή ad legenda Rabbinorum commentaria, Parigi, apud M. Juvenem, 1559. URL consultato il 7 novembre 2019.
- Hebraicum alphabetum, (1564);
- Joel Propheta cum chaldæa paraphrasi et commentariis (Parigi, 1563).

### Traduzioni dal greco
- Histoire de Fl. Joseph, sacrificateur hébreux, reveuë et corrigée sur le grec, illustrée de chronologie, figures, annotations et tables tant des chapitres, que des principales matières. Par D.-Gilbl. Genebrard, docteur en théologie de Paris (in due volumi, Parigi, 1574).